# Siem Vroom
Simon (Siem) Vroom (Beemster, 22 april 1931 – Amsterdam, 6 juni 1985) was een Nederlands acteur.

## Loopbaan
Siem Vroom  behaalde in 1956 zijn diploma aan de Toneelacademie Maastricht. Hij debuteerde bij Theater als Gus Ski Jablonski in In de laatste minuut. Met een korte onderbreking bleef hij Theater tot 1970 trouw, waarna hij bij Globe en het Publiekstheater actief was. In 1974 gaf Siem Vroom bij het Zuidelijk Toneel Globe in Equus gestalte aan de psychiater Martin Dysart.
Op televisie was hij te zien in een groot aantal producties, waaronder De Kris Pusaka en Erik of het klein insectenboek, naar het boek van Godfried Bomans. In "Breaking the Code" zette hij Alan Turing neer in 1984. Zijn laatste rol op televisie was die van kardinaal Granvelle in Willem van Oranje. Hij won in 1974 en in 1985 de Louis d'Or.
In de bioscoop was hij onder andere te zien in de speelfilms Brandende liefde en De lift, beide uit 1983. Maar vooral vertolkte hij in 1977 de rol van Nederlandse verzetsleider in de Britse sterren-productie A Bridge too Far.

## Ziekte en overlijden
Siem Vroom leed sinds 1981 aan de zenuwziekte ALS. Hij overleed hieraan in 1985 op 54-jarige leeftijd.
- Gemeinsame Normdatei: 1061950239
- International Standard Name Identifier: 0000 0003 9623 935X
- Nederlandse Thesaurus van Auteursnamen: 075124920
- Virtual International Authority File: 291057041
- WorldCat: E39PBJhmQHtpd7DBKfTDRrfTHC